# 58-й кинофестиваль в Сан-Себастьяне
58-й кинофестиваль в Сан-Себастьяне проходил с 17 по 25 сентября 2010 года в Сан-Себастьяне (Страна Басков, Испания).

## Жюри
- Горан Паскалевич, кинорежиссёр (президент жюри).
- Джо Аллен, продюсер.
- Хосе Коронадо, актёр.
- Клаудиа Льоса, кинорежиссёр.
- Райя Мартин, кинорежиссёр.
- Пабло Траперо, кинорежиссёр.
- Люси Уокер, кинорежиссёр.

## Фильмы фестиваля

### Официальный конкурс
- «Мечеть», реж. Дауд Аулад-Сиад ( Марокко,  Франция)
- «Дурман любви», реж. Хао Луи ( Китай)
- «Отец», реж. Хосе Мария де Орбе ( Испания)
- «Амиго», реж. Джон Сейлз ( США,  Филиппины)
- «Велосипед, ложка, яблоко», реж. Карлес Бош ( Испания)
- «Гора Байо», реж. Виктория Галарди ( Аргентина)
- «Большой Чико», реж. Фелипе Касальс ( Мексика)
- «Ешь, молись, люби», реж. Райан Мёрфи ( США)
- «Великий Васкес», реж. Оскар Айбар ( Испания)
- «Элиза К», реж. Хорди Кадена ( Испания)
- «Генпин», реж. Наоми Кавасэ ( Япония)
- «Домой на Рождество», реж. Бент Хамер ( Норвегия,  Швеция,  Германия)
- «Я видел дьявола», реж. Ким Чжи Ун ( Республика Корея)
- «Лиссабонские тайны», реж. Рауль Руис ( Португалия)
- «Отморозки», реж. Питер Маллан ( Великобритания,  Франция,  Италия)

## Лауреаты

### Официальные премии
- Золотая раковина: «Отморозки», реж. Питер Маллан.
- Специальный приз жюри: 
  - «Мечеть», реж. Дауд Аулад-Сиад.
  - «Элиза К», реж. Хорди Кадена.
- Серебряная раковина лучшему режиссёру:  Рауль Руис («Лиссабонские тайны»).
- Серебряная раковина лучшей актрисе: Нора Навас («Чёрный хлеб»).
- Серебряная раковина лучшему актёру: Коннор МакКэррон («Отморозки»).
- Приз за лучший сценарий : Бент Хамер («Домой на Рождество»).
- Приз жюри за лучшую операторскую работу: Джимми Гимферрер («Отец»).

### Неофициальные премии
- Награда лучшему молодому режиссёру: Карлос Сесар Арбелаэс («Цвета горы») ( Колумбия,  Панама)
  - Специальное упоминание: Федерико Вейрох («Срок годности») ( Уругвай,  Испания)
  - Специальное упоминание: Миккель Мунк-Фальс («Красивые люди») ( Дания)
- Награда секции «Горизонты» : «Авель», реж. Диего Луна ( Мексика)
  - Специальное упоминание: «Мисс Бала», реж. Херардо Наранхо ( Мексика)
- Приз зрительских симпатий: «По версии Барни», реж. Ричард Дж. Льюис ( Канада)
  - За лучший европейский фильм: «Сколько весит ваше здание, мистер Фостер?», реж. Норберто Лопес Амадо, Карлос Каркас ( Великобритания,  Испания)
- Награда молодой аудитории: «Авель», реж. Диего Луна ( Мексика)
- Приз Tve Otra Mirada: «Гора Байо», реж. Виктория Галарди ( Аргентина)
  - Специальное упоминание: «Блог», реж. Элена Трапе ( Испания)

### Почётная награда — «Доностия» за вклад в кинематограф
- Джулия Робертс